# 通太汽渡
通太汽渡，原名海太汽渡，位于中国江苏省长江白茆沙北水道，为长江下游第一渡，汽渡于1993年开工建设，1995年12月建成通航，北岸为南通市海门区海门港，南岸为蘇州市太仓市璜泾镇，直航距离11.7公里，单程航程时间约45分钟，后南岸太仓璜泾镇将码头搬迁至该镇的鹿河社区（原鹿河镇），新码头于2004年4月28日开工建设至2005年8月31日竣工，2005年9月26日建成试航，使直航距离缩短为7.2公里，单程航程时间约25分钟。
2020年12月，因海门撤市设区，更名为南通市通太汽渡。